# Liselotte et la Forêt des sorcières
Liselotte et la Forêt des sorcières (リーゼロッテと魔女の森, Liselotte to Majo no Mori) est un shōjo manga de Natsuki Takaya, prépublié dans le magazine Hana to yume depuis 2011 et publié par l'éditeur Hakusensha en volumes reliés depuis avril 2012. La version française est éditée par Delcourt depuis novembre 2014.

## Synopsis
Liselotte, petite sœur du prince héritier Richard Berenk est exilée pour haute trahison. Elle est assignée à demeurer dans une partie reculée du royaume à côté de la forêt des sorcières, accompagnée de ses deux domestiques, Anna et Alto.
Elle fait rapidement la connaissance d'Engetsu, étrange personnage, qui lui rappelle Enrich, son valet  dont elle était très proche. Elle fait aussi la connaissance de plusieurs habitants de la forêt, sorciers, sorcières et familiers.

## Personnages
Liselotte : Personnage principal du manga .
Anna et Alto : Jumeaux, valets de Liselotte. Alto semble vouloir respecter chaque règle donnée à Liselotte (comme ne pas aller au village) tandis qu'Anna incite sa maîtresse à faire ce qu'elle veut (comme lorsqu'elle veut aller au village, pour la fête, par exemple).

## Analyse
Pour Nicolas Penedo d'Animeland, le manga est grandement influencé par l'univers des contes occidentaux, à l'image du regain d'intérêt dont fait preuve la culture populaire du XIXe siècle pour le merveilleux : « Liselotte et la forêt des sorcières s'inscrit dans cette nouvelle tendance en évoquant Blanche-Neige qui habite seule dans la forêt et menacée par la méchante reine ».

## Publication
Liselotte et la forêt des sorcières est prépublié dans le magazine Hana to yume depuis 2011 et publié par l'éditeur Hakusensha en volumes reliés depuis avril 2012. La série est en pause depuis plusieurs années, à cause des problèmes de santé de Natsuki Takaya.
La version française est éditée par Delcourt depuis novembre 2014.

### Liste des volumes
| no | Japonais         | Japonais          | Français         | Français          |
| no | Date de sortie   | ISBN              | Date de sortie   | ISBN              |
| -- | ---------------- | ----------------- | ---------------- | ----------------- |
| 1  | 20 avril 2012    | 978-4-592-19461-3 | 5 novembre 2014  | 978-2-7560-6369-0 |
| 2  | 20 avril 2012    | 978-4-592-19462-0 | 14 janvier 2015  | 978-2-7560-6370-6 |
| 3  | 20 novembre 2012 | 978-4-592-19463-7 | 4 mars 2015      | 978-2-7560-6371-3 |
| 4  | 20 mai 2013      | 978-4-592-19464-4 | 20 mai 2015      | 978-2-7560-6372-0 |
| 5  | 20 novembre 2013 | 978-4-592-19465-1 | 1er juillet 2015 | 978-2-7560-6877-0 |

## Réception
En France, Coyote magazine considère le tome 1 comme un « début en demi-teinte » : « le lecteur n'a pas de prise et il reste difficile de savoir où l'histoire veut nous mener. Le rythme est mou, le scénario est flou ; on reste donc perplexe malgré les quelques notes d'humour ».

### Édition japonaise
Hakusensha
1. 1 2  (ja) « Tome 1 »
2. 1 2  (ja) « Tome 2 »
3. 1 2  (ja) « Tome 3 »
4. 1 2  (ja) « Tome 4 »
5. 1 2  (ja) « Tome 5 »

### Édition française
Delcourt
1. 1 2  (fr) « Tome 1 », sur Delcourt
2. 1 2  (fr) « Tome 2 », sur Delcourt
3. 1 2  (fr) « Tome 3 », sur Delcourt
4. 1 2  (fr) « Tome 4 », sur Delcourt
5. 1 2  (fr) « Tome 5 », sur Delcourt